# Mudiguppe, Krishnarajanagara
Mudiguppe là một làng thuộc tehsil Krishnarajanagara, huyện Mysore, bang Karnataka, Ấn Độ.